# Молишер
Молише́р (фр. Maulichères) — коммуна во Франции, находится в регионе Юг — Пиренеи. Департамент — Жер. Входит в состав кантона Рискль. Округ коммуны — Миранд.
Код INSEE коммуны — 32244.

## География

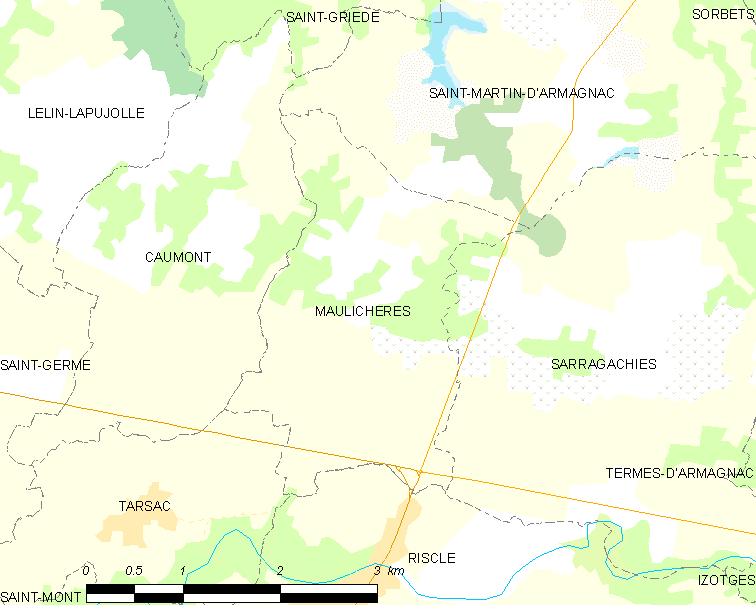
Карта коммуны

Коммуна расположена приблизительно в 610 км к югу от Парижа, в 125 км западнее Тулузы, в 55 км к западу от Оша.

## Климат
Климат умеренно-океанический. Лето жаркое и немного дождливое, температура часто превышает 35 °С. Зимой часто бывает отрицательная температура и ночные заморозки. Годовое количество осадков — 700—900 мм.

## Население

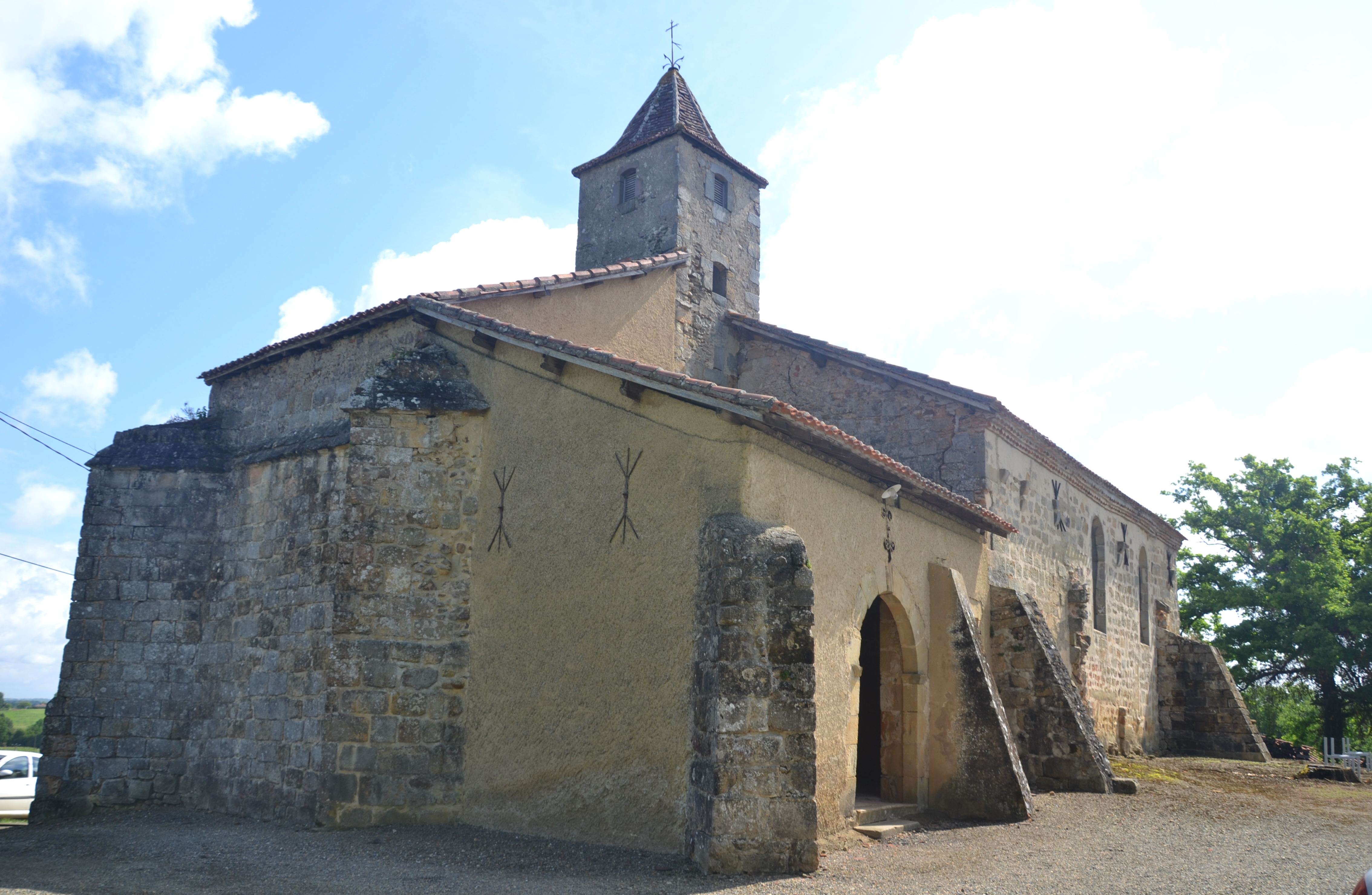
Церковь

Население коммуны на 2010 год составляло 173 человека.
| 1962 | 1968 | 1975 | 1982 | 1990 | 1999 | 2010 |
| ---- | ---- | ---- | ---- | ---- | ---- | ---- |
| 140  | 179  | 171  | 173  | 207  | 185  | 173  |

## Администрация
| Период | Период | Фамилия    | Партия | Примечания |
| ------ | ------ | ---------- | ------ | ---------- |
| 2001   | 2014   | Ив Порт    |        |            |
| 2014   | 2020   | Эрик Дарру |        |            |

## Экономика
В 2010 году среди 103 человек трудоспособного возраста (15-64 лет) 76 были экономически активными, 27 — неактивными (показатель активности — 73,8 %, в 1999 году было 62,7 %). Из 76 активных жителей работали 72 человека (40 мужчин и 32 женщины), безработных было 4 (0 мужчин и 4 женщины). Среди 27 неактивных 8 человек были учениками или студентами, 13 — пенсионерами, 6 были неактивными по другим причинам.

## Достопримечательности
- Церковь Св. Михаила (XII век)